# Karzew (Adygeja)
Karzjew (russisch Карцев) ist ein Dorf (chutor) in Südrussland. Es gehört zur Republik Adygeja und hat 77 Einwohner (Stand 2019). Im Ort gibt es 2 Straßen.

## Geographie
Das Dorf im Südosten des Giaginski rajon am linken Ufer des Flusses Fars, 7 km südlich des Dorfes Sergijewskoje, 41 km südöstlich des Dorfes Giaginskaja und 29 km nordöstlich der Stadt Maikop. Dneprowski, Kosopoljanski, Tambowski und Farsowski sind die nächsten Siedlungen.